# كارل فريدريك هيل
كارل فريدريك هيل (بالسويدية: Carl Fredrik Hill)‏ هو رسام سويدي، ولد في 31 مايو 1849 في لوند في السويد، وتوفي بنفس المكان في 22 فبراير 1911.